# هلیامفرا هوبری
هلیامفرا هوبری (نام علمی: Heliamphora huberi) نام یک گونه از رده دولپه‌ای‌ها است.